# Coreopsideae
Coreopsideae, tribus glavočika cjevnjača. Pripada mu oko trideset rodova. Ime je došlo po rodu Coreopsis

## Podtribusi i rodovi
1. Subtribus Chrysanthellinae Ryding & K. Bremer
  1. Chrysanthellum Rich. (14 spp.)
  2. Glossocardia Cass. (13 spp.)
  3. Trioncinia (F.Muell.) Veldkamp (2 spp.)
  4. Diodontium F. Muell. (1 sp.)
  5. Isostigma Less. (13 spp.)
  6. Henricksonia B.L.Turner (1 sp.)
  7. Heterosperma Cav. (8 spp.)
  8. Dicranocarpus A.Gray (1 sp.)
2. Subtribus Petrobiinae Benth. & Hook.f.
  1. Petrobium R.Br. (1 sp.)
  2. Narvalina Cass. (2 spp.)
  3. Cyathomone S.F.Blake (1 sp.)
  4. Fitchia Hook.f. (7 spp.)
  5. Oparanthus Sherff (6 spp.)
  6. Moonia Arn. (2 spp.)
3. Subtribus Coreopsidinae Cass. ex Dumort.
  1. Coreopsis L. (47 spp.)
  2. Coreocarpus Benth. (7 spp.)
  3. Burnellia Mesfin & D. J. Crawford (23 spp.)
  4. Pseudoagarista Mesfin & D. J. Crawford (11 spp.)
  5. Gyrophyllum (Nutt.) Mesfin & D. J. Crawford (6 spp.)
  6. Silphidium (Torr. & A. Gray) Mesfin & D. J. Crawford (1 sp.)
  7. Cosmos Cav. (35 spp.)
  8. Bidens L. (222 spp.)
  9. Goldmanella Greenm. (1 sp.)
  10. Thelesperma Less. (13 spp.)
  11. Electranthera Mesfin, Crawford & Pruski (3 spp.)
  12. Ericentrodea S. F. Blake & Sherff, Sherff (6 spp.)
  13. Dahlia Cav. (40 spp.)
  14. Hidalgoa La Llave (3 spp.)
4. Subtribus Pinillosinae H. Rob.
  1. Pinillosia Ossa ex DC. (1 sp.)
  2. Tetraperone Urb. (1 sp.)
  3. Koehneola Urb. (1 sp.)